# إيمانتاس بيندجيوس
إيمانتاس بيندجيوس (بالليتوانية: Eimantas Bendžius)‏ مواليد 23 أبريل 1990 في كلايبيدا، هو لاعب كرة سلة ليتواني. بدأ مسيرته الاحترافية في سنة 2008. يلعب في الدوري الإسباني لكرة السلة. يحمل الرقم 22.

## المسيرة الاحترافية
لعب مع ليتوفوس رايتس من سنة 2010 إلى 2014، ثم لعب مع ترفل سوبوت في موسم 2014–2015، ثم لعب مع أوبرادويرو لكرة السلة في الدوري الإسباني في سنة 2015.

## روابط خارجية
- إيمانتاس بيندجيوس على موقع الاتحاد الدولي لكرة السلة (الإنجليزية)
- إيمانتاس بيندجيوس على موقع الدوري الإسباني لكرة السلة (الإسبانية)
- إيمانتاس بيندجيوس على موقع كرة السلة الأوروبية.كوم (الإنجليزية)
- إيمانتاس بيندجيوس على موقع ريلجم (الإنجليزية)
- إيمانتاس بيندجيوس على موقع بروبوليرز (الإنجليزية)
- إيمانتاس بيندجيوس على موقع سبورتس رفرنس (الإنجليزية)